# Daniel Effiong
Daniel Effiong (* 17. Juni 1972 in Calabar) ist ein ehemaliger nigerianischer Leichtathlet, der sich auf den Sprint spezialisiert hat. Er war Inhaber des Landesrekordes über 100 Meter und wurde über diese Distanz 1993 Afrikameister. Seine Ehefrau Tina Chikezie sowie seine Tochter Rosey Effiong waren ebenfalls als Leichtathletinnen aktiv.

## Sportliche Laufbahn
Erste internationale Erfahrungen sammelte Daniel Effiong vermutlich bei der Sommer-Universiade 1991 in Sheffield, bei der er in 20,69 s die Silbermedaille im 200-Meter-Lauf hinter dem US-Amerikaner Jon Drummond gewann und über 100 Meter belegte er in 10,46 s den achten Platz. Anschließend schied er bei den Weltmeisterschaften in Tokio mit 20,85 s im Halbfinale über 200 Meter aus, ehe er bei den Afrikaspielen in Kairo in 20,62 s die Bronzemedaille hinter dem Namibier Frank Fredericks und Emmanuel Tuffour aus Ghana gewann. 1993 siegte er bei den Afrikameisterschaften in Durban in 10,39 s im 100-Meter-Lauf und sicherte sich mit der nigerianischen 4-mal-100-Meter-Staffel in 39,97 s gemeinsam mit Paul Egonye, Oluyemi Kayode und Victor Omagbem die Silbermedaille hinter dem ghanaischen Team. Anschließend siegte er in 10,07 s über 100 Meter bei den Studentenweltspielen in Buffalo. Daraufhin belegte er bei den Weltmeisterschaften in Stuttgart in 10,04 s im Finale den siebten Platz und über 200 Meter kam er im Viertelfinale nicht ins Ziel. Im Jahr darauf gewann er bei den Olympischen Sommerspielen in Victoria in 20,40 s die Bronzemedaille über 200 Meter hinter dem Namibier Frank Fredericks und John Regis aus England. 1995 wurde er positiv auf die Dopingsubstanzen Methyltestosteron und Ephedrin getestet und daraufhin mit einer vierjährigen Wettkampfsperre belegt.
1999 startete er mit der 4-mal-100-Meter-Staffel bei den Weltmeisterschaften in Sevilla und gewann dort ursprünglich die Bronzemedaille, welche aber aufgrund eines positiven Dopingtests einer seiner Mitstreiter wieder aberkannt wurde. Anschließend gewann er bei den Afrikaspielen in Johannesburg in 20,49 s die Bronzemedaille über 200 Meter hinter seinem Landsmann Francis Obikwelu und Joseph Batangdon aus Kamerun und siegte mit der Staffel mit neuem Spielerekord von 38,56 s gemeinsam mit Deji Aliu, Chinedu Oriala und Innocent Asonze. Jedoch verlor er auch diese Medaille nachträglich durch ein Dopingvergehen und Asonze. Im Jahr darauf bestritt er seine letzte Wettkampfsaison und beendete daraufhin seine aktive sportliche Karriere im Alter von 28 Jahren.

## Persönliche Bestleistungen
- 100 Meter: 9,98 s (+0,3 m/s), 15. August 1993 in Stuttgart
  - 60 Meter (Halle): 6,61 s, 5. Februar 1995 in Maebashi
- 200 Meter: 20,10 s (−0,2 m/s), 28. Mai 1994 in San José